# Grădina Ghetsimani

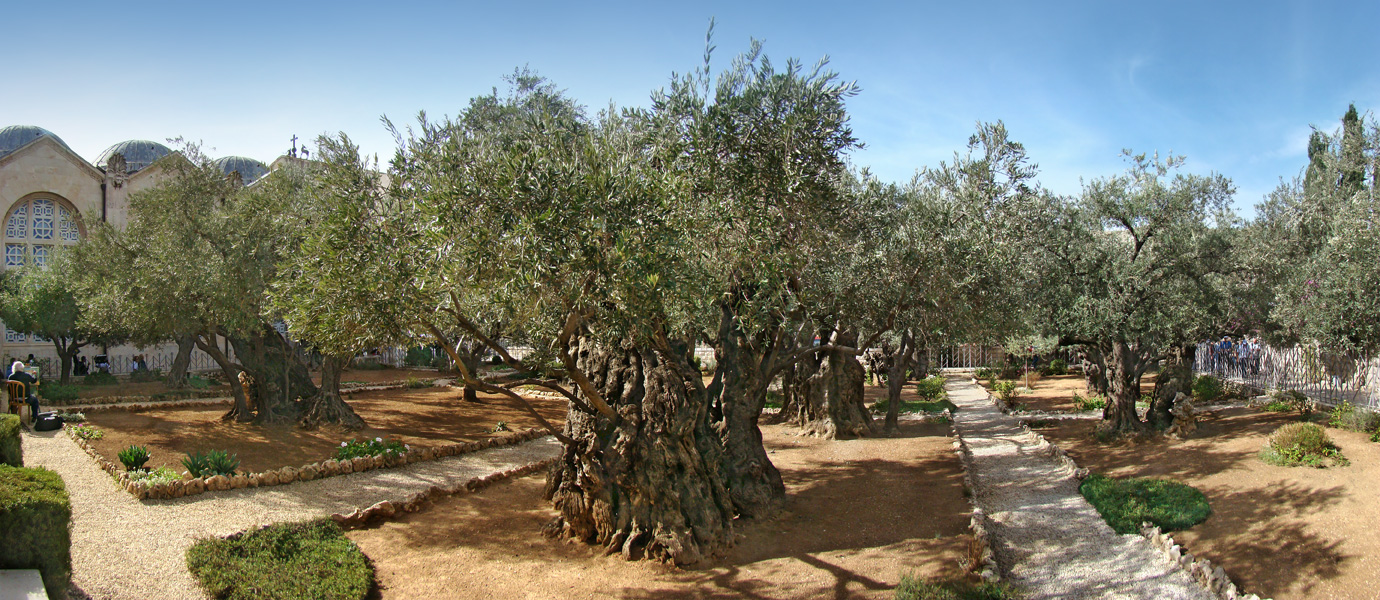
Grădina Ghetsimani

Grădina Ghetsimani sau Ghetsemani (în ebraică: גת שמנים‎‎ [Gat Shmanim]; în syriacă: ܓܕܣܡܢ‎) este o mică grădină din Ierusalim, la poalele Dealului Măslinilor, la est de pârâul Kidron. Are o suprafață de 20 de hectare, acoperită în mare parte de măslini. Acest loc a fost vizitat de mai multe ori de către Iisus Hristos și de însoțitorii săi. Aici a fost arestat Iisus (Luca 22:48), de către o gloată mixtă de soldați romani și de gardieni ai Templului Herodian.